# Domaine d'Isesaki

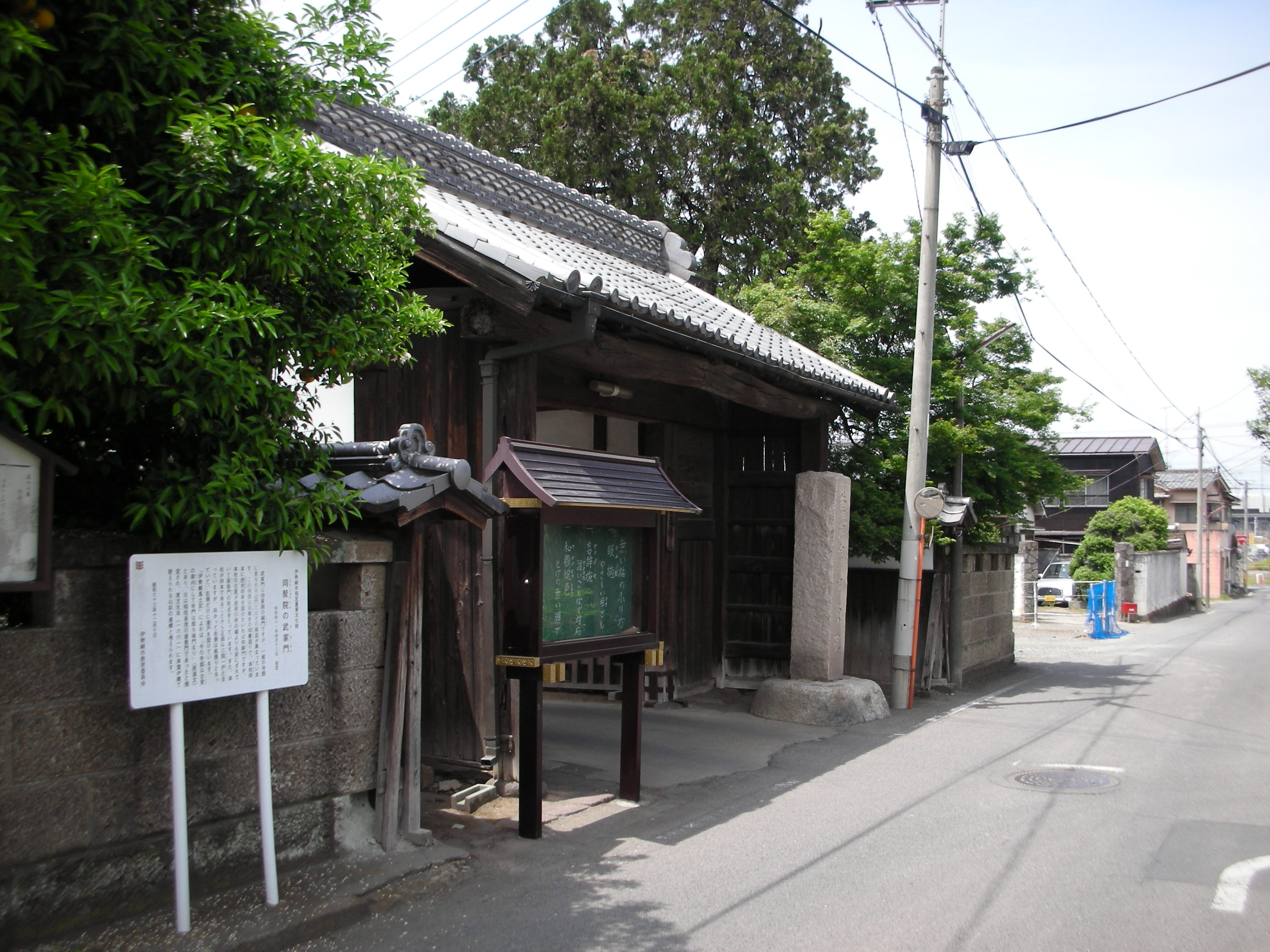
Porte encore existante du jin'ya d'Isesaki, quartier administratif du domaine d'Isesaki.

Le domaine d'Isesaki (伊勢崎藩, Isesaki-han) est un fief féodal japonais de l'époque d'Edo situé dans la province de Kōzuke (actuelle préfecture de Gunma). Il était dirigé à partir du jin'ya d'Isesaki dans l'actuelle ville d'Isesaki. Le domaine est géré pendant la majeure partie de son histoire par une branche cadette du clan Sakai.

## Histoire
Le domaine d'Isesaki est à l'origine créé en 1601 par Inagaki Nagashige, un hatamoto autrefois au service du clan Imagawa qui avait rejoint le camp de Tokugawa Ieyasu. Après que celui-ci a pris le contrôle de la région du Kantō en 1590, il offre des fiefs avec des revenus de 3 000 koku à Inagaki Nagashige dans la province de Kōzuke et lui confie la défense du château d'Ogo. Il est récompensé par des fiefs supplémentaires en 1601, après la victoire d'Ieyasu face à Uesugi Kagekatsu à Aizu, ce qui l'élève au rang de daimyō. Son fils est transféré en 1616, et Isesaki est dirigé par trois branches cadettes du clan Sakai jusqu'à la fin de l'époque d'Edo.
Durant le Bakumatsu, les forces du domaine d'Isesaki jouent un rôle dans la répression de la rébellion Tengu-tō. Cependant, l'avant-dernier daimyō, Sakai Tadatsuyo, rejoint rapidement le camp impérial durant la guerre de Boshin.
Après le conflit et l'abolition du système han en juillet 1871, le domaine d'Isesaki devient la préfecture d'Isesaki qui sera plus tard une partie de la préfecture de Gunma.
Le domaine a une population de 1 964 samouraïs répartis dans 520 foyers selon un recensement de 1763.

## Possessions à la fin de l'époque d'Edo
Comme la plupart des domaines japonais, Isesaki est composé de plusieurs territoires discontinus dont la valeur kokudaka est basée sur une estimation périodique du potentiel agricole,. Isesaki avait un territoire relativement compact.
- Province de Kōzuke
  - 18 villages du district de Sai
  - 30 villages du district de Nawa

## Liste de daimyōs
| #                              | Nom                           | Règne     | Titre de courtoisie               | Rang de cour             | Kokudaka    |
| ------------------------------ | ----------------------------- | --------- | --------------------------------- | ------------------------ | ----------- |
| Clan Inagaki (fudai) 1601-1616 |                               |           |                                   |                          |             |
| 1                              | Inagaki Nagashige (稲垣長茂() | 1601-1612 | Néant                             | Inconnu                  | 10 000 koku |
| 2                              | Inagaki Shigetsuna (稲垣重綱) | 1612-1616 | Settsu-no-kami (摂津守)           | 5e inférieur (従五 位下) | 10 000 koku |
| Clan Sakai (fudai) 1600-1616   |                               |           |                                   |                          |             |
| 1                              | Sakai Tadayo (酒井忠世)       | 1616-1617 | Uta-no-kami (雅楽頭); Jijū (侍従) | 4e inférieur (従四位下)  | 52 000 koku |
| Clan Sakai (fudai) 1636-1662   |                               |           |                                   |                          |             |
| 1                              | Sakai Tadayoshi (酒井忠能)    | 1636-1662 | Hyūga-no-kami(日向守)             | 5e inférieur (従五位下)  | 22 500 koku |
| Clan Sakai (fudai) 1617-1871   |                               |           |                                   |                          |             |
| 1                              | Sakai Tadahiro (酒井忠寛)     | 1617-1619 | Shimotsuke-no-kami (下野守)       | 5e inférieur (従五位下)  | 20 000 koku |
| 2                              | Sakai Tadatsugu (酒井忠告)    | 1745-1749 | Shimotsuke-no-kami (下野守)       | 5e inférieur (従五位下)  | 20 000 koku |
| 3                              | Sakai Tadaharu (酒井忠温)     | 1749-1781 | Suruga-no-kami (駿河守)           | 5e inférieur (従五位下)  | 20 000 koku |
| 4                              | Sakai Tadaakira (酒井忠哲)    | 1781-1800 | Shimotsuke-no-kami (下野守)       | 5e inférieur (従五位下)  | 20 000 koku |
| 5                              | Sakai Tadayoshi (酒井忠寧)    | 1800-1825 | Shinano-no-kami (信濃守)          | 5e inférieur (従五位下)  | 20 000 koku |
| 6                              | Sakai Tadakata (酒井忠良)     | 1800-1839 | Iga-no-kami (伊賀守)              | 5e inférieur (従五位下)  | 20 000 koku |
| 7                              | Sakai Tadatsune (酒井忠恒)    | 1839-1840 | Shima-no-kami (志摩守)            | 5e inférieur (従五位下)  | 20 000 koku |
| 8                              | Sakai Tadatsuyo (酒井忠強)    | 1840-1846 | Shimotsuke-no-kami (下野守)       | 5e inférieur (従五位下)  | 20 000 koku |
| 9                              | Sakai Tadaaki (酒井忠彰)      | 1847-1860 | Shimotsuke-no-kami (下野守)       | 5e inférieur (従五位下)  | 20 000 koku |